# Iain Stirling
Iain Andrew Stirling, född 27 januari 1988, är en skotsk komiker och skådespelare från Edinburgh i Skottland.

## Biografi
Iain Stirling växte upp i Edinburgh, mamman arbetade på Edinburgh Law School och fadern arbetade på en advokatbyrå. Han studerade själv juridik på University of Edinburgh, och det var där han började med stand-up och var med i ett studentspex som bland annat uppträdde på Edinburgh Fringe. Han etablerade sig snabbt som ståupp-komiker i Storbritannien.
I augusti 2009 gick han till final i talangtävlingen Chortle Student Comedian Of The Year på Edinburgh Fringe Festival, där han slutade tvåa efter Joe Lycett.
Han upptäcktes av BBC:s barntevekanal CBBC och han blev programpresentatör tillsammans med dockan Hacker T. Dog från barnprogrammet Scoop. Han gjorde också en barnversion av TV-programmet Mock the Week, kallad The Dog Ate My Homework, och de båda programledarrollerna ledde till en BAFTA-nominering för bästa barnprogrampresentatör.
I juni 2015 blev Stirling berättarrösten för ITV2 realitysatsningen Love Island, som var en nypremiär av ett format från 2005. Satsningen gjorde succé, inte minst tack vare hans insatser. År 2019 var han deltagare i den åttonde säsongen av Bäst i test England.
Stirling driver sin egen kanal på internetströmningstjänsten Twitch där han interagerar med tittare medan han spelar tv-spel som FIFA.

## Privatliv
2020 gifte sig Stirling med programledaren, modellen och skådespelerskan Laura Whitmore i en humanistisk ceremoni i Dublins City Hall, på Irland, och i slutet av mars 2021 fick paret en dotter.